# Ludești
Ludeşti é uma comuna romena localizada no distrito de Dâmboviţa, na região de Muntênia. A comuna possui uma área de 88.00 km² e sua população era de 5210 habitantes segundo o censo de 2007.